# ¿Dónde están corazón?
«¿Dónde están corazón?» es una balada escrita por el cantautor argentino Coti Sorokin, coescrita, producida e interpretada por el cantautor español Enrique Iglesias lanzada por la empresa discográfica Universal Music Latino en Estados Unidos, Latinoamérica y España el 28 de enero de 2008 como el sencillo principal del álbum recopilatorio 95/08 éxitos (2008).

## Listas
| Lista (2008)                     | Maxima posición |
| -------------------------------- | --------------- |
| U.S. Billboard Hot Latin Songs   | 1               |
| U.S. Billboard Latin Pop Airplay | 1               |

## Cronología en las listas
| Predecesor: Gotas de agua dulce de Juanes | U.S. Billboard Hot Latin Songs — Sencillo N°. 1 (Primera vuelta) 1 de marzo de 2008 - 14 de marzo de 2008 | Sucesor: Gotas de agua dulce de Juanes |
| Predecesor: Gotas de agua dulce de Juanes | U.S. Billboard Hot Latin Songs — Sencillo N°. 1 (Segunda vuelta) 29 de marzo de 2008 - 4 de abril de 2008 | Sucesor: Te quiero de Flex             |

| Predecesor: Si no hubieras ido de Maná | U.S. Billboard Latin Pop Airplay — Sencillo N°. 1 28 de junio de 2008 - 4 de julio de 2008 | Sucesor: Si no te hubieras ido de Maná |

- Datos: Q2406